# Ґазапаті
Ґазапаті (*бірм. ဂဇာပတိ; 1497 — 1515) — 9-й володар М'яу-У в 1513—1515 роках.

## Життєпис
Старший син офіційного спадкоємця трону Мінрази та наложниці Со Мано. Народився 1497 року. 1502 року батько посів трон. Протягом панування того конкурував зі своїми зведеними братами. 1513 року внаслідок змови знаті було повалено Мінразу, а Ґазапаті отримав владу.
Він вимушен був продовжувати війну з бенгальським султаном Хусейн-шахом, війська якого дійшли до річки Фей на початок панування Ґазапаті. Останній до того ж не був певний у своїй владі, побоючись змови. 1514 року було розкрито спробу захоплення влади під орудою Со Туби, головної дружини Мінрази. Обох за наказом Ґазапаті було страчено.
Війна розвивалася також невдало. Володар все більше занурювався у розваги та пиятику, також за деякими повідомленнями робив з дружин своїх військових очільників, що воювали з бенгальцями, коханок. У січні 1515 року внаслідок заколоту Ґазапаті було повалено й обезголовлено. Трон перейшов до двоюрідного діда Мін Со О.